# Jules-Auguste Hovyn de Tranchère

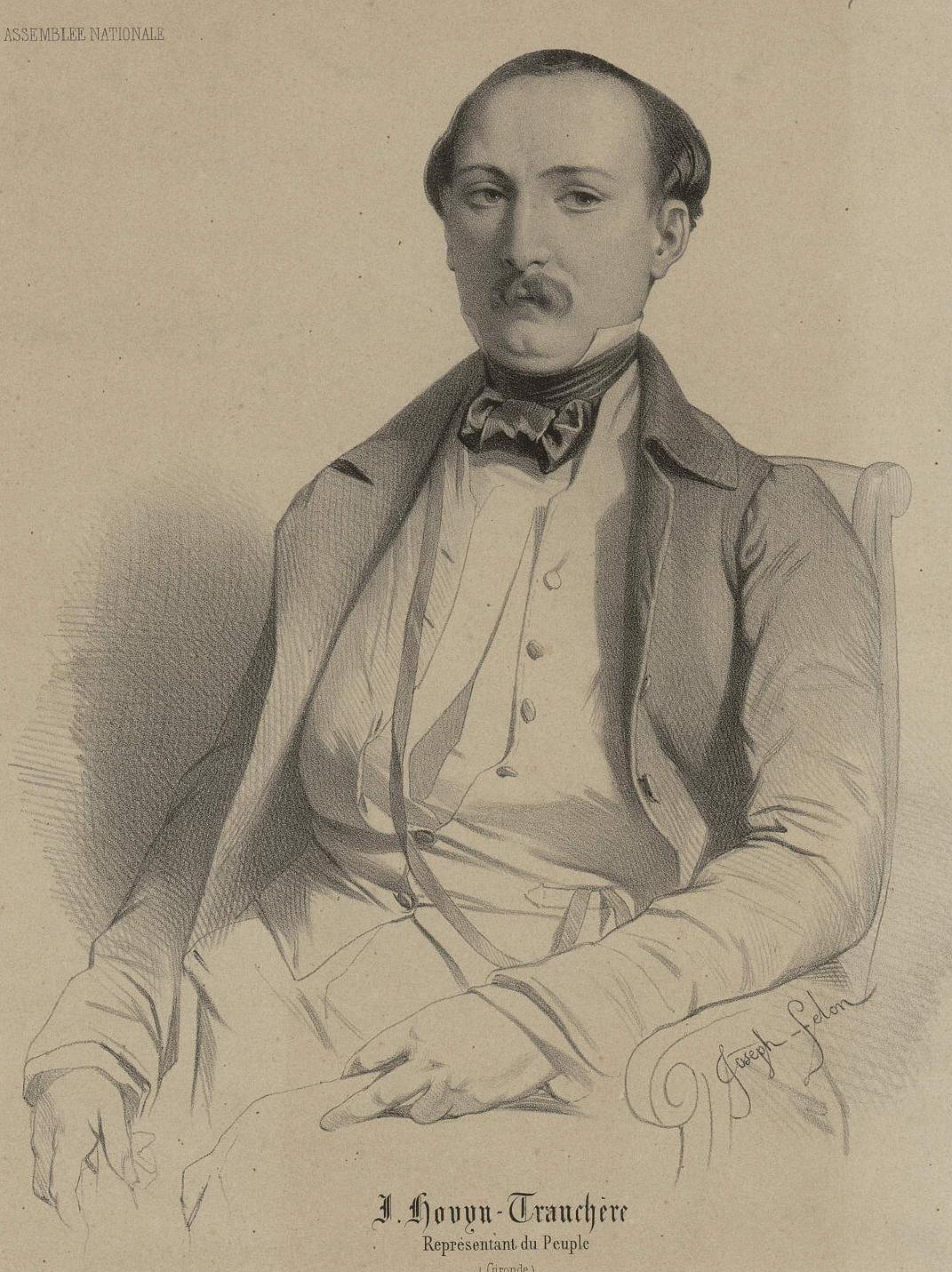
Radierung von Joseph Félon, Bibliothèque de Bordeaux, 19e

Jules-Auguste Hovyn de Tranchère (* 18. April 1816 in Bordeaux; † 7. Dezember 1898 in Guîtres) war ein französischer Politiker. In der Zweiten Französische Republik gehörte er der Verfassunggebenden Versammlung (Assemblée nationale constituante) und der Assemblée nationale législative an. Literarische Werke verfasste er unter dem Pseudonym Jules Mazerac nach dem Dorf Mazérac, heute Ortsteil von Castets et Castillon. Eine königliche Verordnung vom 12. Januar 1844 erlaubte es ihm, seinem Familiennamen den Namen de Tranchère hinzuzufügen.

## Leben und Arbeit
Seine Eltern waren Ferdinand Auguste Joseph Hovyn (1780–1859), Hauptinspektor der Zollverwaltung, und Jeanne de Tranchère (* ca. 1792), die bis zu dessen Tod mit Arnaud-Valentin de Tranchère, dem ehemaligen Verwalter des Departements Gironde verheiratet war. Die Familie Hovyn prosperierte in der Textilindustrie und handelte auch mit Rohware. Insbesondere Jules-Augustes Großvater Antoine Augustin Benoît Hovyn hatte zusammen mit seinem Cousins Van Ruymbeke das Geschäft professionalisiert.
Mütterlicherseits war das Weingut Château Clos Saint-Martin in die Ehe gekommen, sein Großvater väterlicherseits diente als Marineoffizier, der während der Französischen Revolution guillotiniert worden war. In seinem Heimatdorf Guîtres wurde Jules-Auguste in jungen Jahren Bürgermeister. Dieser familiäre Hintergrund war ausschlaggebend für seine Wahl zum Repräsentanten der Verfassungsgebenden Versammlung am 23. April 1848. Die konservative Partei hatte ihn dazu aufgestellt er war der zehnte von insgesamt 15 Kandidaten, die dazu bestimmt waren.
Jules-Auguste Hovyn war verheiratet mit Marguerite Elisabeth Boyer und sie hatten die gemeinsame Tochter Marguerite. Sie heiratete 1866 in Bordeaux Graf Alfred de Carles (* 1840).
Schon zuvor war er Vorsitzender des Landwirtschaftskomitees. In dieser Funktion veröffentlichte er einige Presseartikel zu wirtschaftlichen Themen, durch die er bei den Konservativen auf sich aufmerksam machte. Seine politische Haltung wird durch seine Voten bei den Abstimmungen deutlich: Er trat unter anderem für die Wiedereinführung der Leibeigenschaft, gegen die Abschaffung der Todesstrafe und gegen das Recht auf Arbeit ein. Auch stimmte er gegen den Änderungsantrag, das Amt des Präsidenten der Französischen Republik abzuschaffen sowie für die Verfolgung von Louis Blanc, der daraufhin ins Exil gehen musste. Als Repräsentant der Lebensmittelindustrie war er für die Absenkung der Salzsteuer und für die Abschaffung der Getränkesteuer.
Am 13. Mai 1849 wurde er mit großer Mehrheit als Vertretern der Gironde in der Legislative wiedergewählt. Gegen Ende der Legislaturperiode zeigte er sich zunehmend als Gegner der Regierungspolitik. Jules-Auguste gehörte zu den Gegnern des Staatsstreichs und gehörte zu den Abgeordneten, die beim Staatsstreich vom 2. Dezember 1851 im Rathaus des zehnten Bezirks protestierten. Daraufhin zog er sich nach Bordeaux zurück, kandidierte als unabhängiger Kandidat am 29. Februar 1852 im 5. Wahlkreis der Gironde erfolglos für den Corps législatif, und ging nach Russland, wo er sich mit öffentlichen Arbeiten beschäftigte und Verwalter der großen Oktober-Eisenbahn wurde. Zuvor (?) 1857 hatte er sein Anwesen, die Domaine du Clos Saint-Martin für 92.000 Francs verkauft.
Am Ende seines Aufenthalts in Russland begann er mit der Analyse kurioser historischer Manuskripte, die der Bibliothek von Sankt Petersburg gehörten.

## Werke (Auswahl)
- Expédition de Dominique de Gourgues en Floride. Fondation par les Français de Québec et de Montréal. L’Acadie. Proscription des Acadiens.
- Histoire pittoresque de l'architecture en Russie, suivie d'un aperçu sur le climat, les moeurs et le développement de la civilisation dans ce pays.
- Les Dessous de l'histoire. Curiosités judiciaires, administratives, politiques et littéraires. 1886, 2 Bände

Von ihm stammt eine beträchtliche Anzahl von Stücken, Briefen, Memoiren, darunter die von Latude, Dokumente über die Bastille, Botschafterbeziehungen usw., die in der Zeit nach seiner politischen Karriere entstanden sind. Unter dem Pseudonym Jules Mazerac gab er auch lokalgeschichtliche Werke heraus:
- Histoire des bords de la Garonne. (1885)
- Histoire de Guitres. (1888)

Er schrieb außerdem:
- Les comédies de paravent. (1864)
- Poésies de Jacques Béreau. (1887)